# Orfeu (filme)
Orfeu é um filme brasileiro de 1999, do gênero drama musical e romance, dirigido por Cacá Diegues e estrelado por Toni Garrido e Patrícia França.
O roteiro é baseado na peça Orfeu da Conceição, do poeta Vinícius de Moraes, adaptada por João Emanuel Carneiro, Cacá Diegues, Paulo Lins, Hamilton Vaz Pereira e Hermano Vianna. A trilha sonora é de Caetano Veloso.
O filme retrata a lenda grega de Orfeu e Eurídice, inserindo-a no contexto moderno do Rio de Janeiro durante o Carnaval.
As imagens do Carnaval foram captadas no Sambódromo da Marquês de Sapucaí, com a escola de samba Viradouro, de Niterói.[carece de fontes?]

## Sinopse
O enredo é inspirado na mitologia grega, na história de Orfeu e Eurídice. A adaptação ambientou a obra no Brasil, em uma favela do Rio de Janeiro, na época do Carnaval e é uma história romântica sobre o amor impossível de Orfeu, um compositor de escola de samba, e a jovem e bela Eurídice. O amor entre eles é puro e verdadeiro, mas impedido de acontecer por Lucinho, chefe do tráfico local, obcecado pela jovem, que perseguirá o casal.

## Elenco
| Intérprete            | Personagem         |
| --------------------- | ------------------ |
| Toni Garrido          | Orfeu da Conceição |
| Patrícia França       | Eurídice           |
| Murilo Benício        | Lucinho            |
| Isabel Fillardis      | Mira               |
| Milton Gonçalves      | Inácio             |
| Zezé Motta            | Conceição          |
| Cássio Gabus Mendes   | Rodrigo Silva      |
| Castrinho             | Oswaldo            |
| Maria Ceiça           | Carmem             |
| Maurício Gonçalves    | Paulo César (PC)   |
| Eliezer Motta         | Stallone           |
| Regininha Poltergeist | Renata             |
| Sérgio Loroza         | Coice              |
| Mary Sheila           | Be Happy           |
| Patrícia Costa        | Lurdes             |
| Lúcio Andrey          | Piaba              |
| Ed Oliveira           | Paraíba            |
| Ivan de Albuquerque   | He-Man             |
| Sílvio Guindane       | Maicon             |
| Léa Garcia            | Mãe do Maicon      |
| Yuri Krushewsky       | Ruço               |
| Nelson Sargento       | ele próprio        |
| Caetano Veloso        | ele próprio        |

## Principais prêmios e indicações
Associação Paulista de Críticos de Arte
- Melhor fotografia -  Affonso Beato (Venceu)

Festival Internacional de Cinema de San Sebastián
- Golden Seashell - Carlos Diegues (Indicado)

Motion Picture Sound Editors
- Melhor Edição de Som (Indicado)

Grande Prêmio Cinema Brasil
- Melhor fotografia - Affonso Beato (Venceu)
- Melhor Trilha Sonora - Caetano Veloso (Venceu)
- Melhor Filme (Venceu)
- Melhor Ator - Murilo Benício (Indicado)
- Melhor Diretor - Carlos Diegues (Indicado)

Festival Internacional de Cinema de Cartagena
- Melhor Filme - Carlos Diegues (Venceu)[2]